# The Road Back
The Road Back (po polsku, w wolnym tłumaczeniu Droga powrotna), jest dziennikiem Laury Ingalls Wilder, spisanym podczas podróży - którą odbyła z mężem Almanzem Wilderem, w roku 1931 - do DeSmet i Black Hills, gdzie mieszkała rodzina Laury.
W DeSmet, Ingallsowie - a z nimi nastoletnia Laura - mieszkali od roku 1879. Podróż ta miała być między innymi okazją dla Wilder, do zebrania materiałów na książki, które wkrótce zaczęły być wydawane pod wspólnym tytułem Domek na prerii (od roku 1932).
The Road Back zostało wydane po raz pierwszy dopiero w roku 2006 jako część zbioru A Little House Traveler: Writings from Laura Ingalls Wilder’s Journeys Across America (w jego skład oprócz omawianej, weszły również On the Way Home oraz West from Home).